# Celina (Orahovac)
Pour les articles homonymes, voir Celina.
Celinë en albanais et Celina en serbe latin (en serbe cyrillique : Целина) est une localité du Kosovo située dans la commune/municipalité de Rahovec/Orahovac et dans le district de Prizren/Prizren. Selon le recensement kosovar de 2011, elle compte 1 903 habitants.
Selon le découpage administratif du Kosovo, la localité fait partie du district de Gjakovë/Đakovica.

## Histoire
Le village abrite un cimetière médiéval proposé pour une inscription sur la liste des monuments culturels du Kosovo.

## Démographie

### Évolution historique de la population dans la localité
| 1948 | 1953 | 1961 | 1971  | 1981  | 1991  | 2011  |
| ---- | ---- | ---- | ----- | ----- | ----- | ----- |
| 547  | 637  | 757  | 1 105 | 1 553 | 2 081 | 1 903 |

|  |

### Répartition de la population par nationalités (2011)
En 2011, les Albanais représentaient 97,32 % de la population et les Ashkalis 2,57 %.